# Desmazeria
Desmazeria is een geslacht uit de grassenfamilie (Poaceae). De soorten van dit geslacht komen voor in delen van Europa, Afrika en Azië.